# Kathedrale von Sosnowiec

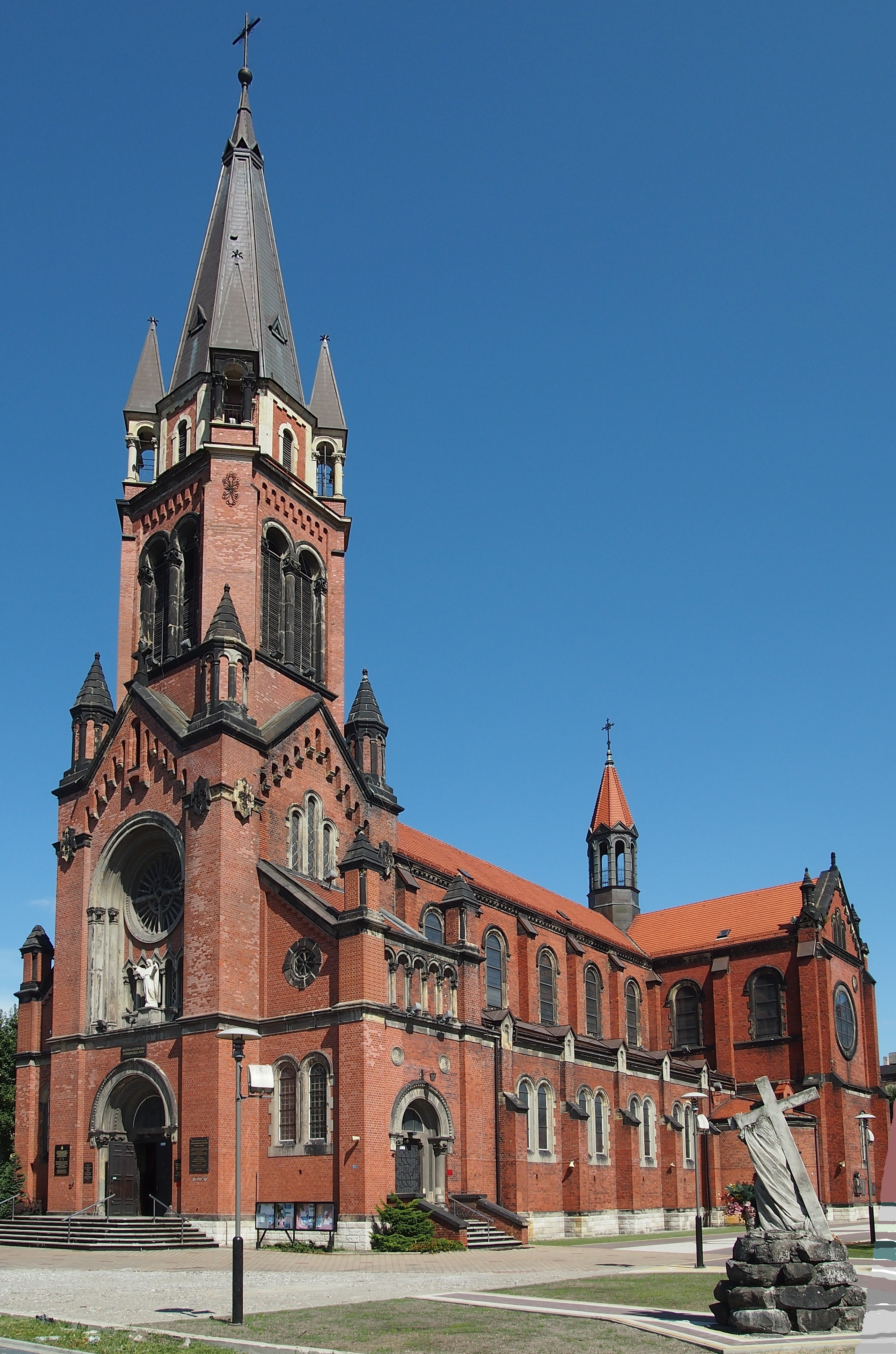
Außenansicht der Kathedrale

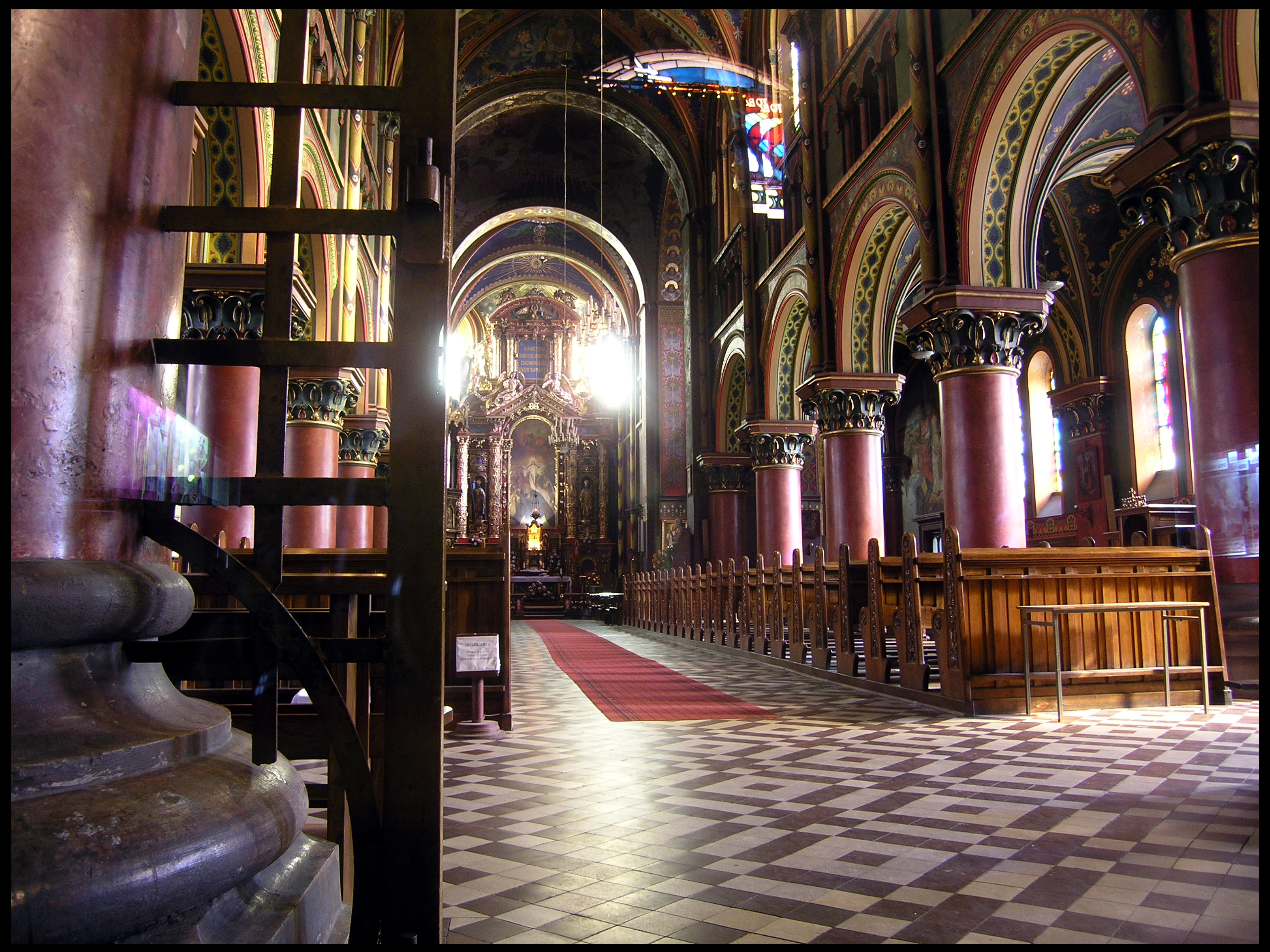
Innenraum

Die Kathedrale von Sosnowiec, auch Kathedralbasilika Mariä Himmelfahrt (polnisch Bazylika katedralna Wniebowzięcia Najświętszej Maryi Panny w Sosnowcu), ist eine römisch-katholische Kirche in der Stadt Sosnowiec in der Woiwodschaft Schlesien, Polen. Die Kathedrale des Bistums Sosnowiec stammt vom Ende des 19. Jahrhunderts und trägt den Titel einer Basilica minor.

## Geschichte
Die bedeutendste katholische Kirche von Sosnowiec wurde zwischen 1893 und 1899 erbaut. 1896 wurde für die Gläubigen die untere Kapelle in Gebrauch genommen. 1899 errichtete der Bischof von Kielce, Tomasz Kulinski, eine neue Gemeinde, die aus dem Gemeindegebiet von Czeladź abgepfarrt wurde. Die historistische Kirche wurde 1899 nach dem Plan einer dreischiffigen Basilika auf dem Grundriss eines lateinischen Kreuzes fertiggestellt. Im Jahr 1901 wurde das Pfarrhaus in Gebrauch genommen.
Am 25. März 1992 gründete Papst Johannes Paul II. das Bistum Sosnowiec und erhob die Kirche zur Kathedrale. Während seiner Apostolischen Reise besuchte der Papst Sosnowiec und verlieh der Kathedrale am 14. Juni 1999 zusätzlich den Titel einer Basilica minor. Bereits 1994 war sie zum Kulturdenkmal erklärt worden. Im Oktober 2014 wurde ihr Dachstuhl durch einen Brand zerstört und viele Deckengemälde wurden vernichtet.